# Бежанец (София)
Футболният клуб „Бежанец“ е създаден в София през 1923 г.
Основан е в квартал „Лагера“ от български преселници от Западните покрайнини. Игрището му се е намирало на мястото, където по-късно е построена сградата на ГУСВ.
След Деветосептемврийския преврат е обединен със „Славия“ и СК „България“ под общото име „Славия 45“.
Цветовете са били изцяло в черно.